# Episodi di Merlin (seconda stagione)
La seconda stagione della serie televisiva Merlin è stata trasmessa in Gran Bretagna a partire dal 19 settembre 2009 dal canale BBC.
In Italia la stagione è stata trasmessa in prima visione dal 9 gennaio al 13 febbraio 2010 su Italia 1.
L'antagonista principale della stagione è Morgause.
| nº | Titolo originale              | Titolo italiano                    | Prima TV UK       | Prima TV Italia  |
| -- | ----------------------------- | ---------------------------------- | ----------------- | ---------------- |
| 1  | The Curse of Cornelius Sigan  | La maledizione di Cornelius Sigan  | 19 settembre 2009 | 9 gennaio 2010   |
| 2  | The Once and Future Queen     | La regina del passato e del futuro | 26 settembre 2009 | 9 gennaio 2010   |
| 3  | The Nightmare Begins          | L'incubo ha inizio                 | 3 ottobre 2009    | 16 gennaio 2010  |
| 4  | Lancelot and Guinevere        | Lancillotto e Ginevra              | 10 ottobre 2009   | 16 gennaio 2010  |
| 5  | Beauty and the Beast (Part 1) | La bella e la bestia (1ª parte)    | 24 ottobre 2009   | 23 gennaio 2010  |
| 6  | Beauty and the Beast (Part 2) | La bella e la bestia (2ª parte)    | 31 ottobre 2009   | 23 gennaio 2010  |
| 7  | The Witchfinder               | Il cacciatore di streghe           | 7 novembre 2009   | 30 gennaio 2010  |
| 8  | The Sins of the Father        | I peccati del padre                | 14 novembre 2009  | 30 gennaio 2010  |
| 9  | The Lady of the Lake          | La signora del lago                | 21 novembre 2009  | 6 febbraio 2010  |
| 10 | Sweet Dreams                  | Sogni d'oro                        | 28 novembre 2009  | 6 febbraio 2010  |
| 11 | The Witch's Quickening        | Morgana la strega                  | 5 dicembre 2009   | 13 febbraio 2010 |
| 12 | The Fires of Idirsholas       | I fuochi di Idirsholas             | 12 dicembre 2009  | 13 febbraio 2010 |
| 13 | The Last Dragonlord           | L'ultimo signore dei draghi        | 19 dicembre 2009  | 13 febbraio 2010 |

## La maledizione di Cornelius Sigan
- Titolo originale: The Curse of Cornelius Sigan
- Diretto da: David Moore
- Scritto da: Julian Jones

### Trama
Una nuova minaccia colpisce Camelot.
La tomba di Cornelius Sigan viene trovata nei sotterranei del castello.
Gaius spiega a Merlino che Sigan era lo stregone più potente mai esistito, con la sua magia contribuì a creare Camelot, la sua magia era talmente temuta un re di Camelot lo fece uccidere. Tuttavia prima di morire aveva trasferito la sua anima in una grande pietra preziosa a forma di cuore. Sigan, infatti, stava cercando un modo per sfuggire alla morte.
Intanto, un ragazzo che ha saputo della tomba piena di ricchezze di Sigan, Cedric, giunge al castello. Deciso a impossessarsi del tesoro della tomba, tenta di screditare Merlino agli occhi di Artù, e di prendere così il suo posto per rubare le chiavi della tomba. Cedric riesce a penetrare nella tomba, e, ignaro dell'incantesimo di Sigan, afferra il cuore. Subito, l'anima di Sigan si stabilisce nel suo corpo. Adesso che Sigan è tornato in vita semina il panico con i propri poteri, Merlino non ha scelta e chiede aiuto al Grande Drago nonostante il loro astio reciproco. Il Grande Drago tuttavia non intende elargirgli un aiuto incondizionato, questa volta esige di essere ricompensato: darà a Merlino i mezzi per sconfiggere Sigan ma in cambio il ragazzo dovrà trovare il sistema di liberarlo dalla catena che lo tiene prigioniero nei sotterranei di Camelot. Merlino costretto a dirimere la situazione, non può fare altro che accettare, e dato che per battere Sigan serve una magia più potente di quella che il giovano mago dispone, il Grande Drago gli conferisce il potere per vincere. Merlino si confronta con Sigan, quest'ultimo scoprendo che Merlino è un mago dallo sconfinato potere decide di prendere possesso di lui piuttosto che continuare a dimorare nel corpo di Cedric. Sigan accetta, lascia il corpo di Cedric e prende possesso di quello di Merlino, cadendo però nella sua trappola perché, grazie alla magia che il Grande Drago gli aveva donato, prende il controllo dello spirito di Sigan e lo vincola nella pietra dove prima era sigillato. Gaius è preoccupato, quello che è accaduto con Sigan non ha fatto altro che accrescere i pregiudizi di Uther verso la magia, il re da ora promette che si impegnerà ancora di più per estirparla da Camelot e perseguitare coloro che la praticano.
- Guest star: Mackenzie Crook (Cedric).
- Altri interpreti: Simon Nehan (Tom), Luke Neal (Sir Geraint).
- Ascolti UK: telespettatori 5 770 000[1]

## La regina del passato e del futuro
- Titolo originale: The Once and Future Queen
- Diretto da: Jeremy Webb
- Scritto da: Howard Overman

### Trama
Re Odin, disperato per la morte del figlio (ucciso dal principe Artù durante un combattimento), assolda un noto assassino di nome Myror affinché lo vendichi.
Nel frattempo Artù durante un allenamento si accorge che il suo sfidante gli sta riservando un trattamento speciale solo perché è il figlio del re. Quindi il giovane principe, temendo di aver vinto ogni gara fino a quel momento solo per il suo titolo, decide di partecipare ad un torneo in corso a Camelot di nascosto, sotto le sembianze di un altro cavaliere; con una scusa finge di lasciare la città e si rifugia a casa di Ginevra. 
Aiutato da Merlino, addestra un contadino a comportarsi da cavaliere per mostrarsi nelle occasioni ufficiali, mentre lui prenderà il suo posto solo durante le gare, nascosto dall'elmo. Durante la sua permanenza a casa di Ginevra, Artù si comporta come è abituato in quanto nobile, facendosi servire dalla ragazza nonostante sia ospite in casa sua; quando però lei si sfoga dicendogli ciò che pensa in realtà, ovvero che lui è solo un egoista e un maleducato, Artù, colpito e dispiaciuto, cerca di farsi perdonare da lei offrendosi di prepararle la cena. La serata prosegue per il meglio fino a quando lei scopre che la cena è stata preparata e portata dalle cucine del palazzo; delusa dal comportamento del principe, lo accusa di non essere abbastanza umile.
Il giorno seguente, prima di recarsi al torneo, Artù si scusa e i due si scambiano un bacio; purtroppo lui sa che loro non sono destinati a restare insieme, dal momento che lei è solo una serva. 
Durante il duello Artù viene ferito gravemente dal suo sfidante, il quale altri non è che Myror; aiutato da Merlino riesce però a sconfiggerlo e a vincere il torneo. Anche se il suo piano iniziale era quello di rivelare la sua vera identità una volta conclusi i giochi, decide per questa volta di tirarsi indietro e di lasciare tutto il merito al contadino, dimostrando così a Ginevra di essere più umile di quanto lei avrebbe creduto. "Tornato" a palazzo, Artù mente al padre e gli racconta che la sua ferita gli è stata fatta da Myror durante il viaggio; Uther decide di dichiarare guerra a Re Odin, ma Artù si oppone e lo convince che è stato versato già troppo sangue quindi è meglio finirla lì senza altri morti.
Alla fine Artù si ritrova da solo con Ginevra e le dice che suo padre non approverebbe mai la loro unione; lei dimostra di comprendere le sue ragioni, ma spera che quando lui diventerà re la situazione possa cambiare.
- Guest star: Adrian Lester (Myror).
- Altri interpreti: Fintan McKeown (Re Odin), Jack Sandle (Kelda), Rupert Young (Sir Leon), Alex Price (William), Jai Armstrong (Guardia), Mike Goodenough (Fyren).
- Ascolti UK: telespettatori 5 940 000[1]
- Nota: Questo è il primo episodio in cui compare Sir Leon, che sarà uno dei più fedeli compagni di Artù.

## L'incubo ha inizio
- Titolo originale: The Nightmare Begins
- Diretto da: Jeremy Webb
- Scritto da: Ben Vanstone

### Trama
Una sera, durante un temporale, Morgana è vittima di sonni agitati e, risvegliandosi, fissa il suo sguardo sulla candela nella sua stanza, che era stata precedentemente spenta da Ginevra. Sotto la forza del suo sguardo, la candela si accende e la fiammella si alza a tal punto da incendiare le tende. A quel punto la ragazza lancia un urlo di terrore, talmente forte da rompere i vetri delle finestre.
Il mattino dopo, Uther, Artù, Gaius e Merlino si riuniscono nelle stanze della ragazza per esaminare la scena dell'incidente. La prima ipotesi di Uther è che la causa dell'incendio sia stata la negligenza di Gwen, che, a suo parere, era uscita dalle stanze della sua pupilla dimenticandosi di spegnere la candela. La serva, tuttavia, sostiene di essere più che certa di averla spenta prima di uscire e Artù, per difenderla, avvalora l'ipotesi che sia stato un fulmine la causa di tutto.
Uther, tuttavia, non ne è convinto e intuisce che la causa di tutto è la magia. Convinto di ciò, decide che non si fermerà finché non avrà trovato il colpevole.
Nel frattempo, Merlino riflette su quanto aveva visto quella mattina: se, come aveva detto Artù, fosse stato un fulmine a provocare l'incidente, ci sarebbe stato sicuramente un buco sul tetto oppure, nel caso avesse colpito la finestra, i vetri sarebbero dovuti ricadere all'interno della stanza. Conversando con Gaius, sia lui che il suo mentore sospettano che Morgana abbia dei poteri magici, ma l'anziano medico non ne vuol far parola a Morgana e ammonisce Merlino affinché anche lui tenga per sé le sue congetture. Il giovane, tuttavia, credendo di comprendere la sofferenza che Morgana stava provando nel trovarsi in una situazione completamente nuova, senza sapere ciò che le stava accadendo, resta profondamente amareggiato dall'ammonizione di Gaius, tantoché vorrebbe consigliarle di rivolgersi ai Druidi.
Nel frattempo, Uther ordina la cattura di tutti i sospettati di stregoneria e la loro inquisizione. Nelle stanze del principe Artù, il giovane Merlino ha l'opportunità di sbirciare sulla lista dei sospettati e scorge il nome di una donna accusata di aver contatti con i Druidi. Pertanto si dirige da lei e riesce ad avvertirla di stare attenta alle guardie del re, che la stavano braccando. Una volta salva, Merlino pretende di sapere da lei dove avrebbe potuto trovare i Druidi.
Ottenuta l'informazione che cercava, si dirige verso le stanze di Morgana, la quale cerca in lui delle rassicurazioni. Era magia quella che aveva provocato l'incendio?
Merlino disobbedisce dunque a Gaius e rivela a Morgana il luogo in cui trovare i Druidi.
Morgana scappa e si reca nel bosco da lei indicato da Merlino, ma vi trova degli scorpioni giganti che la attaccano e avvelenano. Salvata poco prima di perdere i sensi da uno sconosciuto, si risveglia in un accampamento dei druidi in cui ritrova, fra gli altri, anche Mordred. Lo sconosciuto è un druido, e dice di chiamarsi Aglain.
Nel frattempo a palazzo Uther teme che Morgana sia stata rapita, e manda le guardie reali ad attaccare i druidi, sospettati rapitori.
Merlino allora si mette in cerca di Morgana e la ritrova, conducendo però inavvertitamente le guardie al nascondiglio dei druidi.
Qui Morgana si rifiuta di tornare indietro, e anzi fugge con i suoi presunti "rapitori" (avviene anche un fugace incontro fra Merlino e Mordred) mentre Merlino distrae le guardie evocando una fitta nebbia. 
Braccato dalle guardie, Merlino ne elude le ricerche e raggiunge Morgana (nel frattempo gravemente ferita) e Mordred (Aglain viene ucciso dalle guardie del re), il quale ha intanto ucciso svariati soldati liberando parte del suo potere.
Mordred fugge, mentre le guardie recuperano Morgana e la riportano al palazzo, da un preoccupatissimo Uther. Nel finale, Morgana ha riacquistato una sua stabilità mentale, capendo che la sua magia è un dono, e non una maledizione, mentre Merlino ha uno scambio di battute con Artù, convinto dell'amore del servo per Morgana. Infine, anche Merlino e Gaius si riappacificano, decisi ora più che mai a difendere il segreto di Morgana dal re Uther, da sempre convinto ed accanito nemico di magia e stregoni.
- Guest star: Colin Salmon (Aglain).
- Altri interpreti: Asa Butterfield (Mordred), Rupert Young (Sir Leon), Beth Cordingly (Forridel).
- Ascolti UK: telespettatori 6 090 000[1]

## Lancillotto e Ginevra
- Titolo originale: Lancelot and Guinevere
- Diretto da: Dave Moore
- Scritto da: Howard Overman

### Trama
Ginevra e Morgana vengono aggredite da dei mercenari al servizio di un re barbaro e crudele durante il pellegrinaggio alla tomba del padre di quest'ultima, che, grazie all'aiuto dell'amica, riesce a scappare. Ginevra, tuttavia, viene catturata dal capo dei briganti, che decide di portarla comunque da re Hengist spacciandola per Lady Morgana, convinto che Uther avrebbe comunque pagato il riscatto.
Uther, venuto a sapere della disgrazia accaduta a Ginevra, nonostante le preghiere di Morgana, si rifiuta di spendere denaro e uomini per salvare una serva, quindi Artù, supplicato dalla stessa Morgana e spinto dai suoi sentimenti, parte di nascosto con Merlino verso le terre dove viene tenuta prigioniera la sua amata.
Merlino sospetta che Artù sia interessato a Ginevra da un punto di vista più profondo di quello di un principe per una serva. A prova di ciò, durante il viaggio, Artù gli confida di non poter smettere di pensare a lei, ma che non riesce ad ammetterlo perché per loro non ci potrà mai essere un futuro a causa della volontà di suo padre Uther. Merlino, tuttavia, ribadisce che, secondo lui, quando sarà Artù il re le cose potrebbero cambiare. Artù sostiene di non pretendere che Ginevra lo aspetti fino ad allora, ma Merlino è convinto dei sentimenti di Ginevra e crede che saprà aspettare.
Intanto, durante un banchetto, Ginevra riconosce in Lancillotto l'uomo che intrattiene re Hengist e i suoi ospiti duellando contro altri lottatori. La posta di questi combattimenti, in caso di sconfitta, era la morte: il perdente, infatti, era destinato ad essere mangiato pubblicamente da un wildeon, un enorme topo carnivoro nudo e cieco, che viveva nelle gallerie sotterranee che circondavano il palazzo a formare una fitta rete.
Durante la sua prigionia, Ginevra continua a fingere di essere Lady Morgana per non venire data in pasto ai wildeon, mentre Lancillotto, scoperta l'ubicazione della sua cella, comincia ad andarla a trovare e a prometterle che la libererà.
Tra gli argomenti di conversazione, i due giovani parlano di ciò che è successo a Lancillotto da quando lui ha lasciato Camelot. Lui le racconta di essersi guadagnato da vivere nell'unico modo in cui era capace, cioè combattendo con la spada per intrattenere uomini come Hengist, e le confida di non trovare più un senso nella sua vita. Ginevra, tuttavia, lo conforta, dicendogli che in lui vede tutto ciò che c'è di buono al mondo, donandogli, così, una rinnovata speranza e un ideale in cui combattere. Fra i due comincia così a sbocciare un sentimento più profondo dell'amicizia.
La sera seguente, il capo dei briganti di inizio episodio rivela ad Hengist che Ginevra non è Morgana, allora il re lo dà in pasto al wildeon per avergli mentito. Intanto, dopo aver addormentato le guardie mettendo del sonnifero nel loro cibo, Lancillotto aiuta Ginevra a fuggire, ma i loro tentativi di fuga vengono mandati a monte ed entrambi vengono catturati e legati nella gabbia in cui a momenti avrebbe fatto il suo ingresso il wildeon.
Proprio quando sembrava che i due non avrebbero più avuto speranze di salvezza, Merlino e Artù, che nel frattempo, dopo mille peripezie, erano penetrati nella fortezza, riescono a liberarli e a uccidere Hengist facendolo mangiare dal wildeon.
Durante la fuga dal castello di Hengist, Artù rimane malamente colpito dalle tenerezze che Ginevra e Lancillotto si scambiano. Sulla via del ritorno, quando Lancillotto viene a sapere dagli sguardi di Merlino cosa c'è fra il principe e Ginevra, decide di non intromettersi nel loro rapporto e decide di andarsene, chiedendogli di dire a Ginevra che lei lo ha cambiato profondamente. Quando la ragazza si sveglia e scopre che Lancillotto se n'è andato, resta profondamente delusa, perché credeva nella forza dei loro sentimenti. Vedendo Ginevra piangere, Artù rimane sempre più ferito dal fatto che la ragazza sia più interessata a Lancillotto che a lui.
Una volta tornati a Camelot, Artù porta Ginevra da Morgana e le due ragazze si stringono in un fortissimo abbraccio. Ancora abbracciata all'amica, Ginevra guarda tristemente Artù, come se si sentisse in colpa per ciò che gli aveva fatto patire.
L'episodio finisce con una battuta di Merlino, che cerca di consolare l'amico dicendo che lui sarà sempre al suo fianco.
- Guest star: Santiago Cabrera (Lancillotto).
- Altri interpreti: Justin Avoth (Sir Robert), Michael Nardone (Kendrick), Michael Ballard (Bandito), James Cosmo (Hengist).
- Ascolti UK: telespettatori 5 690 000[1]

## La bella e la bestia (1ª parte)
- Titolo originale: Beauty and the Beast (Part 1)
- Diretto da: Dave Moore
- Scritto da: Howard Overman

### Trama
Jonas, un essere dall'aspetto sinistro, esegue un incantesimo su un troll tramutandolo in un'umana, dandole l'aspetto di lady Catrina, l'ultima sopravvissuta del casato dei Tregor. Catrina e Jonas vanno a Camelot, dove Uther dà loro ospitalità nel proprio castello, dal momento che il padre di Catrina era un suo caro amico (ignaro che quella non è lei ma un troll che ha assunto le sue sembianze). Uther è affascinato da Catrina, intanto Merlino su richiesta di Gaius porta un tonico a Catrina ma lei non lo gradisce: Gaius spiega a Merlino che Catrina era nata con una malattia alle ossa, in effetti il tonico di Gaius era l'unica cosa che le dava sollievo ma il fatto che lei lo abbia rifiutato, anche perché afferma di essere guarita benché fosse una malattia incurabile, è la conferma che quella non è la vera Catrina. Merlino si mette a seguirla e la vede dormire in una stalla con il suo vero aspetto di troll. Gauis spiega al giovane mago che i troll amano vivere nel marciume, non mangiano il cibo umano, e sono avidi di ricchezze, il troll ha chiaramente assunto le sembianze di Catrina per impadronirsi del potere di Uther e plagiarlo. Gaius rivela a Uther che Catrina è un troll, ma lui non vuole credergli, pur sospettando con il comportamento di Catrina sia ambiguo. Catrina tenta di sedurre Uther ma lui inizia a sentirsi a disagio, infatti dalla morte della moglie Igraine non ha più avuto altre donne. Catrina e Jonas fanno un incantesimo su un medaglione, che Catrina bagna con il proprio sangue di troll, poi lo regala a Uther facendogli credere che è un cimelio del casato dei Tregor. Lo mette al collo di Uther e il medaglione fa sì che il re di Camelot si innamori di Catrina. Quest'ultima approfittando dell'infatuazione di Uther lo convince a convolare a nozze con lei, Uther annuncia a tutti l'imminente matrimonio. Merlino studia un incantesimo rivelatore, serve a mostrare la vera natura delle cose, benché possa essere usato solo su oggetti inanimati, tenta di usarlo anche su Catrina mentre lei è in compagnia di Uther sperando di smascherarla davanti al re, in effetti Jonas lo vede usare l'incantesimo scoprendo così che Merlino è un mago, tuttavia l'incantesimo non funziona, anche se è riuscito a indebolire per qualche istante la magia che ha permesso al troll di alterare il suo aspetto, tanto che quando Catrina resta sola con Jonas, quest'ultimo le fa bere una pozione che rafforza l'incantesimo che le consente di conservare l'aspetto di Catrina. Inutile è stato il tentativo di Merlino il quale aveva avvisato Artù che Catrina è un troll, credendolo inverosimile. Il giorno della nozze è arrivato, Merlino tenta di impedire il matrimonio, ma viene ostacolato da Jonas che affronta il mago, benché Merlino riesca a sopraffare Jonas con la magia non arriva in tempo alle nozze, e ormai Uther e Catrina sono rispettivamente marito e moglie.
- Guest star: Sarah Parish (Lady Catrina), Michael Cronin (Geoffrey di Monmouth).
- Altri interpreti: Adam Godley (Jonas), Rhys Rusbatch (Guardia).
- Ascolti UK: telespettatori 5 530 000[1]

## La bella e la bestia (2ª parte)
- Titolo originale: Beauty and the Beast (Part 2)
- Diretto da: Metin Hüseyin
- Scritto da: Ben Vanstone

### Trama
Ora che Catrina è la regina, accusa Merlino di aver rubato il sigillo dei Tregor, quindi Uther dà disposizione affinché lui venga arrestato. Artù è consapevole che Merlino non è un ladro, lo aiuta a fuggire anche se stenta ancora a credere che Catrina sia un troll. Merlino è ricercato dalle guardie, ma furtivamente cammina tra i corridoi del castello, spia Catrina scoprendo che l'incantesimo che le consente di rimanere umana è alimentato da una pozione che lei beve costantemente. Uther è plagiato dalla magia del medaglione, il suo amore per Catrina lo rende suo schiavo tanto che accetta (su richiesta della moglie) di far pagare un ulteriore tassa ai sudditi benché molti di loro vivano quasi in povertà, pena per chi rifiuta sarà l'arresto oltre a essere frustati. Ginevra vede Artù prendere le difese di un suddito dato che le guardie volevano estorcergli i suoi soldi affinché pagasse la tassa imposta, Artù costringe le guardie a restituire i soldi a lui e a tutti gli altri sudditi. Uther è adirato con Artù perché non solo ha contravvenuto ai suoi ordini, ma non intende dargli sostegno trovando ingiusto aumentare le tasse al popolo. Catrina convince Uther a togliere ad Artù il titolo di erede del trono diseredandolo nominando lei come suo successore. Artù si sente avvilito, credendo che Uther non lo ami abbastanza come figlio, Ginevra prova a consolarlo facendogli capire che il principe ha un buon cuore e non deve rinunciarci per cercare l'approvazione paterna. Catrina in presenza di Uther e dei sudditi inizia a trasformarsi nel troll, infatti Merlino aveva rubato la sua posizione sostituendola con una preparata da Gaius che aveva lo stesso colore e sapore, ma non le stesse proprietà. Catrina rivela le sue sembianze di troll tra lo sconcerto generale, anche perché Merlino senza farsi vedere aveva usato la magia per impedirle la fuga, ma ormai Uther è totalmente asservito all'incantesimo d'amore, anche davanti alle vero aspetto di troll della regina, il suo amore per lei non vacilla affatto. Purtroppo Gaius e i cavalieri di Camelot, loro malgrado, sono costretti ad accettare troll come regina dato che Uther continua ad amarla per via dell'incantesimo. Gaius vede un'unica soluzione, chiedendo a Merlino di rivolgersi al Grande Drago, lui forse conosce un modo per spezzare il sortilegio, tuttavia lo mette in guardia perché in passato i troll e i draghi erano alleati. Il Grande Drago spiega a Merlino che la magia dei troll è molto potente, per restituire la ragione a Uther è necessario che lui pianga lacrime di sincero pentimento. Il Grande Drago tuttavia confessa a Merlino che sta iniziando a perdere la pazienza, il mago gli aveva promesso che lo avrebbe aiutato a liberarsi dalla catena che ancora lo vincola nei sotterranei di Camelot, ma non ha ancora rispettato il giuramento che gli aveva fatto. Merlino è consapevole che l'unica persona che Uther ama è il figlio Artù, quindi Merlino e Gaius convincono il principe a collaborare a un piano per spezzare la magia del troll. Artù deve bere una pozione che rallenterà il suo respiro generando uno stato di morte apparente. Il principe seppur incerto beve la posizione, perde i sensi dando l'impressione di morire, Gaius mostra a Uther il corpo di Artù apparentemente senza vita, e infatti Uther sentendosi responsabile della morte del figlio (ignaro che è ancora vivo) si mette a piangere e così perde la capacità di amare Catrina. Jonas colpisce Merlino con un vaso in testa mentre il ragazzo teneva in mano la boccetta per contenente l'antidoto, si frantuma e l'antidoto si disperde, se Artù non lo beve prima che sia trascorsa una mezz'ora dal momento in cui aveva ingerito la pozione morirà per davvero. Merlino usa il proprio foulard affinché assorba la pozione sul pavimento, raggiunge Artù, mentre Uther e le sue guardie tentano di catturare il troll, tuttavia Catrina si rivela troppo forte riuscendo a sopraffarli. Il troll però, lottando, non presta attenzione a Merlino che fa gocciolare l'antidoto dal proprio foulard (di cui è pregno) sulle labbra di Artù che riprende i sensi. Quest'ultimo armato di spada uccide Jonas, a quel punto Catrina si avvicina pericolosamente al principe calpestando un tappeto, però Merlino con la magia riesce a sfilarglielo da sotto i piedi, Catrina così cade per terra e Artù ne approfitta per ucciderla affondando su di lei la sua spada. Uther è dispiaciuto con suo figlio per quello che gli ha fatto patire, ma Artù non è arrabbiato con lui, Uther gli è riconoscente, ha salvato sia il padre che il regno dalla minaccia del troll. Artù parlando con Merlino, riconosce che quest'ultimo è stato fondamentale, senza Merlino non avrebbe sventato il piano del troll, ammette che a volte considera il comportamento del suo servo alquanto ambiguo, ma non dubita che potrà sempre fidarsi di lui.
- Guest star: Sarah Parish (Lady Catrina), Michael Cronin (Geoffrey di Monmouth).
- Altri interpreti: Adam Godley (Jonas), Rupert Young (Sir Leon), Rhys Rusbatch, Brian Peck (Eldred).
- Ascolti UK: telespettatori 6 140 000[1]

## Il cacciatore di streghe
- Titolo originale: The Witchfinder
- Diretto da: Jeremy Webb
- Scritto da: Jake Michie

### Trama
Merlino, trovatosi solo nel bosco, trasforma per un attimo una colonna di fumo in un cavallo, ma la magia viene vista da una fanatica che a causa del fanatismo scatenato da Uther per il suo odio per la magia rivela tutto a Uther. Nella sua determinazione di eliminare per sempre la magia da Camelot, Uther ingaggia Aredian, un terrificante cacciatore di streghe, che è molto temuto perché non si ferma davanti a nulla pur di scoprire ogni tipo di stregoneria. Sebbene nessuno sia sospettato, molte persone a Camelot temono che il cacciatore di streghe possa capire la verità guardandoli. Morgana ha paura che Uther la faccia giustiziare, e Gaius è preoccupato per il destino di Merlino e il suo, in quanto prendersi cura del giovane mago sarebbe considerato tradimento, quindi un crimine.
Mettendo a soqquadro la stanza di Gaius, distruggendo molte delle sue forniture e rovinando molte sue ricerche, Aredian scopre che Merlino è un mago e lo dice a Uther e delle donne testimoniano di essere state testimoni di ulteriori fenomeni magici. Gaius si incolpa e viene torturato da Aredian per la sua completa confessione. Aredian dice che se lui confessa Merlino e Morgana che ha scoperto che anche lei è una maga verranno lasciati in pace. Gaius confessa, ma viene ingannato da Aredian, che se la prende anche con Merlino e Morgana volendo uccidere anche loro essendo entrambi maghi. Merlino, intanto, sta cercando un modo per salvare Gaius quando Ginevra lo avvisa che Aredian ha cominciato a prendere di mira Morgana che rischia di crollare Merlino grazie a un suggerimento dell'amica scopre come Aredian ha trovato le donne che hanno testimoniato. Va da un droghiere che gli dice che Aredian l'ha obbligato a vendere la bella donna che provoca allucinazioni e che quindi i fenomeni magici che avevano visto le donne erano allucinazioni. Merlino va da Artù che vuole delle prove. Così con la magia copia molte volte il bracciale magico che Aredian aveva messo in casa di Gaius e Merlino e mette nell'armadio di Aredian la Bella donna ed altri oggetti magici, Merlino dice ad Artù di controllare le stanze di Aredian quando il drogherie rivela di essere stato costretto a vendere la bella donna dopo che Aredian lo aveva minacciato di morte e infine le donne che hanno testimoniato ammettono di aver assunto la bella donna e di conseguenza capiscono di aver avuto allucinazioni. Uther e Artù trovano gli oggetti magici, ma non fanno in tempo ad arrestare Aredian che questo sta sputando un rospo grazie a una magia di Merlino ed inciampando cade fuori dalla finestra, morendo. Dispiaciuto per ciò che è successo, il re si reca da Gaius per scusarsi, promettendo di far rimettere a posto le sue stanze, ma questi, pur accettando le scuse, rimprovera Uther per aver lasciato ancora una volta che il suo odio contro la magia gli abbia quasi fatto uccidere un amico innocente. Sconvolto, il re promette che una cosa del genere non si ripeterà più.
- Guest star: Charles Dance (Aredian).
- Altri interpreti: Victoria Finney (Cathryn), Katie Foster-Barnes (Beatrice), Amanda Fairbank Hynes (Annis), Samara MacLaren (Rowena), Rupert Young (Sir Leon), David Sterne (Il negoziante).
- Ascolti UK: telespettatori 5 620 000[1]

## I peccati del padre
- Titolo originale: The Sins of the Father
- Diretto da: Metin Hüseyin
- Scritto da: Howard Overman

### Trama
A Camelot arriva un cavaliere che si fa largo uccidendo guardie su guardie; giunto innanzi a re Uther e suo figlio Artù getta a terra il guanto della sfida. Artù, raccoglie il guanto e solo dopo si scopre che il misterioso cavaliere è una misteriosa donna di nome Morgause. Artù, allora, chiede a Merlino di persuaderla affinché si ritiri, ma lei non lo fa. Durante il combattimento Morgause sembra avere la meglio ma quando sta per trafiggere Artù, si ferma e gli fa promettere di raggiungerla dopo tre giorni per sottoporsi ad una nuova sfida che lei deciderà. Prima di lasciare Camelot la ragazza si complimenta con Artù per il suo buon cuore dicendo che deve averlo preso da sua madre; dopo di che, di nascosto, incanta il cavallo di Artù. Quest'ultimo vorrebbe sapere come farà a trovarla di lì a tre giorni. Morgause, però, non risponde, e va via. Venuto a conoscenza del patto di Artù, Uther preoccupato lo fa chiudere nelle sue stanze per evitare che cerchi di raggiungere la donna. Artù riesce ugualmente a lasciare Camelot con l'aiuto di Merlino. Durante il viaggio scopre sorprendentemente che è il cavallo che vuole scegliere la strada, infatti è quest'ultimo che decide dove andare ad un bivio. Morgana intanto aveva incontrato Morgause, prima che lasciasse il castello; secondo Morgana, infatti, le due si erano già incontrate. Durante la conversazione Morgana aveva parlato della sua difficoltà a dormire e perciò Morgause le avrebbe voluto regalare il suo bracciale affermando che l'avrebbe aiutata, Morgana non accetta. Nonostante il rifiuto, però, quella notte Morgause si introduce nella stanza di Morgana (che in quel momento stava avendo un incubo), e le lascia il bracciale ai piedi del letto. A quel punto Morgana smette di rigirarsi nel letto e dorme benissimo fino al mezzodì del giorno successivo. Intanto il re, preoccupato, manda una squadra di cavalieri alla ricerca di Artù, che, nel frattempo, insieme con Merlino è giunto ad una cascata oltre la quale sorge un castello abbandonato. I due si addentrano e vedono un ceppo con sopra un'accetta. A quel punto arriva Morgause che dice che la sfida che Artù dovrà affrontare sarà quella di poggiare la testa sul ceppo. Avendo dato la sua parola, il principe esegue. Lei alza l'accetta per valutare se il principe ha cedimenti, questo non accade e allora Morgause non lo uccide e dice che Artù si è dimostrato un vero Cavaliere e pertanto ha diritto ad esprimere un desiderio. Artù chiede che cosa sa di sua madre visto che evidentemente per paragonarlo a lei l'ha conosciuta. Morgause dice che è in grado di mostrargliela. Mentre Morgause è intenta a preparare l'incantesimo, Artù dice a Merlino che forse la magia non è così malvagia come dice suo padre e che non tutti i maghi forse sono cattivi. Merlino non si esprime. A quel punto l'incantesimo è pronto e compare la madre di Artù: Igraine. Intanto a Camelot il re si confida con Gaius. Uther è preoccupato di quel che la donna potrebbe chiedere ad Artù, ma Gaius gli confida che forse quella donna non è un'estranea. Infatti Gaius ha visto che sul bracciale che Morgause ha donato a Morgana è impresso lo stemma di Gorlois (padre di Morgana). Probabilmente Morgause è la sorellastra di Morgana. Uther si meraviglia, infatti, la credeva morta. Ora Uther è ancora più preoccupato: Morgause potrebbe rivelare ad Artù cose che lo sconvolgerebbero ed oltretutto se Morgana venisse a conoscenza della verità (anche se non viene esplicitamente detto qual è la verità riguardo Morgause) potrebbe odiare Uther irrimediabilmente. Igraine, nel frattempo dice ad Artù la verità sulla sua nascita: suo padre ha utilizzato la magia di Nimueh per riuscire ad avere un erede. Per gli Spiriti, però, l'inizio di una vita implica la fine di un'altra e quindi ha sacrificato la moglie per avere un figlio. Artù è sconvolto e si sente in colpa, sebbene la madre afferma che vedendolo così valoroso è orgogliosa di lui e in quel momento si offrirebbe spontaneamente per quel sacrificio. La madre scompare ed Artù congedatosi da Morgause si precipita verso Camelot. Giunti al castello Merlino parla dell'accaduto con Gaius lamentandosi che il re fa uccidere tutte le streghe e i maghi mentre lui stesso ha fatto uso della magia. Artù intanto si precipita dal padre e raggiuntolo lo sfida a duello. Uther si rifiuta di combattere ma Artù sguaina ugualmente la spada e lo attacca. I due si impegnano in un duello violento. Artù accusa il padre della morte della madre e dice che ha perseguitato ed ucciso i maghi solo per pulirsi la coscienza, voleva scaricare su di loro le sue colpe, voleva attribuire alla magia i suoi errori. Proprio quando Artù sta per uccidere Uther disarmato, Merlino irrompe nella stanza e fa ragionare Artù dicendogli che Morgause l'ha ingannato. La strega voleva solo mettere contro padre e figlio per gettare Camelot nello scompiglio. Artù chiede al padre se è questa la verità. Uther afferma che è così e che la magia è subdola, i maghi fanno di tutto per creare il caos. I due, a questo punto, si riconciliano. Alla fine Artù ringrazia Merlino per avergli impedito di commettere un errore così grande, ma gli dice anche che suo padre ha ragione e che la magia è malvagia e chiunque la pratica deve morire. Conclude dicendo che l'ha capito proprio grazie a lui (Merlino). Poco dopo Uther va a trovare Merlino nel laboratorio di Gaius. Anche il re vuole ringraziare il fedele servo di suo figlio. Nel ringraziarlo il re afferma che Merlino è un degno alleato nella sua lotta contro la magia. Uscito il re dal laboratorio vi fa ritorno Gaius che si confessa molto fiero del suo allievo perché tutto sarebbe stato più semplice per Merlino senza Uther in vita, avrebbe potuto lasciare che Artù lo uccidesse. Merlino, però, sostiene che non poteva perché Artù non se lo sarebbe mai perdonato. 
Gaius ribadisce che lui ed Artù faranno grandi cose un giorno quando il giovane principe sarà re.
- Guest star: Emilia Fox (Morgause), Michael Cronin (Geoffrey di Monmouth).
- Altri interpreti: Alice Patten (Ygraine), Rhys Rusbatch (Guardia), Rupert Young (Sir Leon).
- Ascolti UK: telespettatori 6 160 000[1]

## La signora del lago
- Titolo originale: The Lady of the Lake
- Diretto da: Metin Huseyin
- Scritto da: Julian Jones

### Trama
Merlino e Gaius s'imbattono in un carro che trasporta una gabbia con dentro una ragazza. Gaius spiega a Merlino che quella ragazza è stata catturata perché è una strega, inoltre si fa promettere dal ragazzo di non liberarla. Merlino tuttavia infrange la promessa la notte stessa spinto dalla compassione per la giovane, e decide quindi di nasconderla nei sotterranei. Comincia così a prendersi cura di lei, le porta cibo e candele e si affeziona a Freya (la ragazza), felice di avere qualcuno uguale a lui, con cui poter condividere i suoi poteri liberamente. Nonostante le proteste di Freya che tenta più volte di dirgli qualcosa, la loro amicizia matura serenamente. Proseguono le ricerche, intanto Halig, il cacciatore di taglie che aveva incatenato la ragazza, rivela ad Uther che quella ragazza è maledetta. Nonostante Halig sospetti di Merlino come complice di Freya, la protezione fornitagli da Artù lo protegge.
Durante le notti alcune persone vengono uccise da morsi di un animale apparentemente enorme, eppure vicino al corpo non vengono rinvenute tracce di zampe ma solo impronte umane che si allontanano dai corpi. Fra Merlino e Freya intanto nasce l'amore e il ragazzo le chiede di fuggire insieme, per poter essere finalmente liberi. Nonostante le esitazioni di lei, Freya acconsente. Quando lui si allontana lei sottovoce gli dice addio. Gaius intanto parla al giovane mago di ciò che ha scoperto sulla bestia, e rivela al ragazzo che la sua amata è vittima di una maledizione: ella è in realtà una Bastet, una persona che ogni notte si trasforma in una pantera con le ali, assetata di sangue e incapace di controllarsi. Il medico informa Uther e Merlino decide di liberarla. Quando però arriva al nascondiglio lei è sparita. Tutti i cavalieri di Camelot escono quella notte e inseguono Freya, ma quando sembra giunta a un vicolo cieco, scocca la mezzanotte e il suo corpo si trasforma. Durante il combattimento la pantera viene ferita da Artù, ma Merlino riesce a farla scappare usando la magia. La ritrova così al nascondiglio ancora sotto forma di mostro, poi lei riassume le sue sembianze umane. Ma la ferita non si rimargina e alla fine Merlino disperato, la porta sulle rive di un lago circondato da montagne, (come aveva descritto il posto dove viveva lei, e come era il posto dove volevano fuggire) dove tempo prima aveva gettato Excalibur. Lui le promette di aiutarla, ma la ragazza prima di morire, afferma di essere già stata salvata dall'amore di lui, e le promette che riuscirà prima o poi a sdebitarsi con Merlino. Merlino mette il suo corpo in una barca avvolto in piante e fiori mandandola al largo e infine la fa bruciare con la magia. Tornato a Camelot, Artù nota che Merlino è abbattuto e cerca, con successo, di tirarlo su di morale, scherzando con lui.
- Altri interpreti: Richard Ridings (Halig), Laura Donnelly (Freya).
- Ascolti UK: telespettatori 6 300 000[1]

## Sogni d'oro
- Titolo originale: Sweet Dreams
- Diretto da: Alice Troughton
- Scritto da: Lucy Watkins

### Trama
Camelot deve ospitare i sovrani dei quattro regni nemici, infatti hanno stabilito una tregua con lo scopo di redigere un trattato di pace che coinvolga tutti e cinque i regni. Ma tra i cinque re, Alined, è l'unico che desidera la guerra, ma non vuole scatenarla lui stesso, capendo che il modo migliore è quello di manipolare re Olaf. Quest'ultimo è accompagnato dalla figlia, lady Vivian, tanto bella quanto viziata a impertinente. Trickler, il giullare di Alined, dato che sa praticare la magia, ruba una ciocca dei capelli di Vivian e la usa per una fattura d'amore in modo che Artù si innamori di lei. È notorio quanto Olaf sia geloso della figlia, avendo allontanato da lei ogni corteggiatore, infatti vuole che Artù tenti di sedurla in modo da scatenare la rabbia di Olaf, questo probabilmente saboterà ogni tentativo di accordarsi sulla pace dei cinque regni. Artù chiede a Merlino di consegnare alla sua amata dei fiori e una lettera d'amore, il giovane mago equivocando li consegna a Ginevra (la ragazza che Artù ama per davvero) e lei apprezza tantissimo il bel gesto credendo che fosse realmente rivolto a lei. Merlino capisce che qualcosa non torna quando Artù gli confessa che ama Vivian, vede la cioccia di capelli della ragazza sul letto di Artù e non tarda a capire che il principe è stato colpito da una fattura d'amore. Trickler esegue il medesimo incantesimo anche su Vivian tramite una ciocca dei capello di Artù, adesso i due per via della fattura d'amore sono perdutamente innamorati l'uno dell'altra. Ginevra manda una messaggio ad Artù chiedendogli di raggiungerla in piena notte a casa sua, ma Artù equivocando, dando per scontato che è stata Vivian a mandargli il messaggio, si intrufola nella sua camera da letto. Merlino studia un incantesimo per invertire la fattura d'amore, lo usa ma non serve a niente. Olaf sorprende Artù a letto con Vivian mentre i due si baciavano con passione, si leva il guanto e sfida Artù accusandolo di avergli mancato di rispetto. Artù, incapace di riflettere lucidamente, e professando il suo amore per Vivian (non reale) accetta la sfida anche a costo di sabotare l'accordo di pace. Ginevra, già delusa per aver aspettato tutta la notte Artù senza che lui si presentasse, si sente indignata quando il giorno dopo Morgana le rivela che Artù sfiderà Olaf per amore di Vivian. Merlino chiede aiuto al Grande Drago il quale gli spiega che nessuna magia può spezzare una fattura d'amore, il solo modo per riportare Artù alla ragione è il bacio della persona che lui ama veramente, solo il vero amore può spezzare questo sortilegio. Artù e Olaf si affrontano davanti ai sudditi di Camelot, in un duello a tre fasi dove i due contendenti dovranno usare tre armi diverse a ogni combattimento: la mazza ferrata, la spada e il bastone lungo. Artù per via della sua infatuazione per Vivian non riesce a concentrarsi quando combatte, nel primo scontro con il bastone lungo Olaf riesce a rompergli una costola, anche il secondo combattimento con la mazza ferrata vede Artù sempre più svantaggiato. Merlino rivela a Ginevra che l'amore di Artù per Vivian è artificioso, le chiede di spezzarlo lei stessa. Prima che inizi il terzo e ultimo combattimento, Ginevra, mentre è sola con Artù lontana da occhi indiscreti, lo bacia, riesce a riportarlo alla ragione, infatti Artù è confuso non capendo quello che è successo. Ginevra gli chiede di sopravvivere al duello per lei. Adesso Artù e Olaf si affrontano con la spada, temendo di morire Artù chiede a Merlino di prendersi cura di Ginevra nella peggiore delle circostanze. Il principe di Camelot atterra il suo avversario e lo disarma, proprio quando era sul punto di ucciderlo gli risparmia la vita, gesto che Olaf apprezza e tutti applaudono. I cinque regni raggiungono l'accordo di pace con Alined che è costretto ad accettare con rassegnazione il proprio fallimento. Artù va a casa di Ginevra e le regala una rosa oltre a scusarsi per averla (seppur involontariamente) ferita. Ginevra non è arrabbiata con lui, sa di avere la sua parte di colpe, anche lei ha ferito Artù, quest'ultimo ammette che lei è la sola che ha mai amato. Ginevra però non cova alcuna speranza per il loro amore, dà per scontato che un giorno amerà un'altra ragazza che sarà al suo fianco quando lui diventerà il re di Camelot, Ginevra non ha alcun dubbio sul fatto che lei non diventerà mai una regina, si limita a inchinarsi davanti a lui come una serva. Artù, per adesso, rispetta il suo volere accettando di starle lontano, ma non vuole perdere la speranza che le cose un giorno tra lui e Ginevra cambieranno.
- Altri interpreti: David Schofield (Re Alined), Kevin Eldon (Trickler), Georgia Moffett (Lady Vivian).
- Ascolti UK: telespettatori 6 020 000[1]

## Morgana la strega
- Titolo originale: The Witch's Quickening
- Diretto da: Alice Troughton
- Scritto da: Jake Michie

### Trama
Lo spietato stregone Alvarr accompagnato dal piccolo Mordred, uccide un cavaliere di Camelot e, indossando la sua armatura e il suo mantello, si spaccia per lui, entra così a Camelot in piena notte con Mordred e si addentra nel castello, raggiungendo la camera da letto di Morgana. Quest'ultima è felicissima di rivedere il bambino, Merlino percepisce la presenza di Mordred, quindi lui e Artù vanno nella camera da letto di Morgana ma a parte lei non trovano nessun altro, infatti la ragazza ha fatto in tempo a nasconderli. Alvarr le spiega che egli discende da una famiglia di stregoni, erano felici durante i tempi di pace, tutti finì quando Uther face dare la caccia a coloro che praticano la magia. Alvarr e Mordred hanno bisogno dell'aiuto di Morgana, deve procurarsi il Cristallo di Neahtid che si trova nella sala del tesoro. Merlino il giorno dopo sorprende Morgana a rubare la chiave della sala del tesoro che si trova nella camera da letto di Artù, la ragazza usa la chiave per accedere alla sala, trova il Cristallo di Neahtid e lo ruba. Artù si arrabbia con Merlino, è il suo servo e aveva il compito di sorvegliare la propria camera da letto, nonostante la rabbia il principe si prende la colpa al suo posto per evitare che Uther punisca Merlino, ma mette in chiaro con quest'ultimo che è l'ultima volta che gli mostrerà tanta clemenza. Artù chiede a Uther quale fosse il valore del Cristallo di Neahtid, in effetti Uther non ha idea di cosa sia capace, se ne impadronì solo perché, negli ultimi giorni della Grande Epurazione, alcuni stregoni morirono per di proteggerlo. Merlino va dal Grande Drago il quale inizia a spazientirsi, Merlino gli aveva promesso che avrebbe trovato un modo per liberarlo dalla catena, ma non ha ancora fatto niente, tuttavia sapendo di non avere altra scelta se fidarsi del ragazzo, lo aiuta un'altra volta rivelandogli che il Cristallo di Neahtid è un grande fonte di conoscenza, può anche mostrare il futuro, Mordred potrebbe avere il potere necessario per usare il cristallo. Il Grande Drago mette in guardia Merlino, le profezie rivelavano che Morgana e Mordred avrebbero unito le forze nel vincolo del male per annientare Artù. Merlino ha capito che è stata Morgana a rubare il Cristallo di Neahtid, la segue fino all'accampamento di Alvarr, e ne trova conferma quando la vede consegnare allo stregone il cristallo. Morgana confessa ad Alvarr quanto la sua vita sia stata difficile, anche lei ha il dono della magia e ha dovuto nasconderlo sapendo che Uther l'avrebbe fatta giustiziare. Alvarr le spiega che il suo piano è quello di eliminare Uther e tutti coloro che gli sono devoti, ritenendolo il solo modo per far trionfare la magia, poi la ragazza inizia a sentirsi a disagio quando Alvarr tenta di baciarla, preferendo tornare a Camelot. Merlino riferisce a Gaius ciò che ha scoperto, quest'ultimo gli rivela che Alvarr è un fanatico, da tempo nemico di Uther, è evidente che vuole servirsi di Mordred affinché il bambino druido possa usare il cristallo a suo beneficio. Purtroppo non possono accusare Morgana di tradimento, tuttavia Gaius può manipolare Uther pur di riavere indietro il Cristallo di Neahtid. Gaius rivela a Uther dove si trova l'accampamento di Alvarr facendogli credere di averlo scoperto da una propria fonte, quindi Artù e Merlino vanno lì seguiti dai soldati di Camelot. Raggiunto l'accampamento cadono in un'imboscata, tuttavia Artù e i suoi soldati sconfiggono Alvarr e i suoi uomini, Merlino tenta di impedire la fuga di Mordred, tuttavia il piccolo usando la sua magia uccide due soldati di Camelot con aria compiaciuta, scappa ma prima si mette in contatto telepatico con Merlino e con voce minacciosa gli promette che non lo perdonerà per aver tentato di farlo uccidere. Alvarr schernisce Artù perché reclamare il possesso di Cristallo di Neathid non gli servirà a nulla dato che a Camelot non c'è nessuno che può interpretarne il potere. Merlino però, durante la notte, decide di toccare con mano il cristallo e vede il futuro: lui che cerca di proteggere Camelot dalla furia distruttiva del Grande Drago. Artù conduce Alvarr al palazzo di Camelot, lo stregone si dichiara colpevole davanti a Uther il quale lo fa rinchiudere in una cella. Morgana litiga aspramente con Uther, affermando che l'astio di Alvarr verso di lui è giustificabile dato che Uther è colpevole di aver perseguitato gli stregoni, tuttavia non vuole sprecare tempo a farlo ragionare, ormai ha capito che Uther è troppo arrogante per prendere coscienza dei suoi stessi sbagli, ma lo mette in guardia, il suo popolo è sempre più stufo di lui, si rivolteranno contro il re. Uther si arrabbia con lei per le sue accuse, ma Morgana gli risponde «vai all'Inferno». Durante la notte Morgana gentilmente offre alle guardie che sorvegliano la cella di Alvarr del vino, quest'ultimo con la magia evade dalla cella, le guardie sono addormentate, infatti il vino era drogato. Una delle guardie riesce a svegliarsi ma Alvarr lo uccide, infine fugge. Uther è adirato, è evidente che sia lui che Merlino hanno capito che Morgana ha aiutato lo stregone a scappare. Uther minaccia Morgana indirettamente promettendole che se troverà le prove che è stata lei ad aiutare Alvarr a fuggire le farà rimpiangere di essere nata.
- Guest star: Joseph Mawle (Alvarr).
- Altri interpreti: Jonathan Bryan (Sir Radnor), Emily Beecham (Enmyria), Asa Butterfield (Mordred), Chris McGill (Guardia).
- Ascolti UK: telespettatori 6 010 000[1]

## I fuochi di Idirsholas
- Titolo originale: The Fires Of Idirsholas
- Diretto da: Jeremy Webb
- Scritto da: Julian Jones

### Trama
Un pastore di nome Joseph chiede udienza a Uther rivelandogli che c'è la presenza di qualcuno nel castello di Idirsholas, è da 300 anni che nessuno mette più piede lì. Uther manda Artù a alcuni cavalieri al castello di Idirsholas per assicurarsi che non ci siano problemi. Gaius spiega a Merlino che la preoccupazione di Uther è legata ai Cavalieri di Medhir, i quali sono dormienti nel castello, in passato erano sette cavalieri di Camelot che vennero plagiati da una strega, lei li trasformò i suoi servi che furono capaci di seminare morte, ma quando lei morì i sette cavalieri divennero inermi. Morgause ha risvegliato con la sua magia i Cavalieri di Medhir. Morgause manda a Morgana un messaggio, in modo che possano darsi appuntamento nel bosco. Morgana confessa alla sorella che in passato provò a far uccidere Uther, si è pentita di non aver avuto il coraggio di andare fino in fondo, a Uther non gli importa di nessuno, brama di vederlo morto. Morgause le spiega che ciò non è impossibile, ma deve accettare di aiutarla perché ha un piano e Morgana è indispensabile affinché funzioni. Artù e Merlino, seguiti dai cavalieri, si addentrano nel castello di Idirsholas e ad attenderli ci sono i Cavalieri di Medhir, i quali uccidono tutti, infatti batterli è impossibile perché non possono morire, gli unici a sopravvivere sono Artù e Merlino (quest'ultimo ha usato la magia per facilitare la loro fuga). I due tornano a Camelot ma vedono che tutti sono sprofondati in un sonno dal quale non riescono a svegliarsi, tranne Morgana. Infatti tutti quanti hanno accusato i sintomi della febbre e poi sono caduti in uno stato di sonno, Artù istintivamente accusa Morgana di essere l'autrice di quanto accaduto dal momento che è la sola che non si è addormentata. Merlino, senza farsi sentire da Artù, parla a Morgana rivelandole che è a conoscenza del fatto che lei ha dei poteri magici, Merlino ingenuamente crede che sia il motivo per cui Morgana non si è addormentata. Merlino, per evitare che Artù continui a sospettare di Morgana, fa credere al principe che la ragazza stava male e che Gaius deve averle dato una medicina le cui proprietà l'avranno resa immune dalla magia che ha fatto cadere tutti nel sonno. Anche Artù e Merlino iniziano a sentirsi male, l'incantesimo sta agendo pure contro di loro, a breve si addormenteranno. Una volta trovato Uther, lo vestono come un servitore per camuffarlo, infatti Morgause seguita dai sette cavalieri, invade il castello. Merlino si allontana brevemente da Artù e Morgana, raggiunge il Grande Drago chiedendogli di aiutarlo, tuttavia egli non sembra disposto a elargire al mago il suo aiuto, è stufo dato che Merlino non ha mantenuto la sua promessa, non avendolo liberato dalla catena che lo tiene vincolato nei sotterranei. Merlino giura sulla propria madre che se lo aiuterà a fermare i Cavalieri di Medhir lo libererà dalla catena, il Grande Drago gli spiega allora che esistono degli incantesimi che inducono le persone a uno stato di sonno, ma sono tutti temporanei, questo invece è permanente, significa che è animato da una sorgente di energia. Il Grande Drago gli rivela che Morgana ha tradito Camelot, l'aveva già avvertito di quanto lei in futuro sarebbe stata pericolosa, è lei che alimenta l'incantesimo, affinché gli abitanti di Camelot si risveglino deve ucciderla, la magia che è stata usata è troppo potente, Merlino non sarebbe capace di scioglierla, uccidere Morgana è il solo modo di salvare Camelot. Mentre Artù affronta da solo i Cavalieri di Medhir, Merlino gentilente offre dell'acqua a Morgana dalla sua borraccia. Morgana inizia a sentirsi male, e vedendo lo sguardo di Merlino capisce che lui le ha dato dell'acqua avvelenata. Morgause percepisce che la sorella è in pericolo, la raggiunge e la vede in uno stato morente tra le braccia di Merlino, quest'ultimo non ha il coraggio di lasciarla morire e dunque raggiunge un compromesso con Morgause: le dirà che veleno ha usato in modo da darle la possibilità di guarirla con il giusto antidoto, ma lei deve sciogliere i suoi incantesimi. Morgause, pur trovando umiliante farsi ricattare da un servo, è costretta ad accettare, annulla le sue magie e infatti i Cavalieri di Medhir si immobilizzano, e gli abitanti di Camelot si risvegliano. Merlino le rivela che il veleno usato è la cicuta, infine Morgause, con un incantesimo, svanisce portando con sé Morgana. Tutti credono erroneamente che Morgana è in pericolo e che Morgause l'abbia rapita, solo Gaius e Merlino sanno la verità. Gaius cerca di far capire a Merlino che non deve sentirsi in colpa per aver tentato di uccidere Morgana, quest'ultima non gli aveva lasciato altra scelta, entrambi hanno il dono della magia, ma Morgana al contrario di Merlino non ha scelto di usare i propri poteri per fare del bene. Merlino, suo malgrado, ora deve mantenere la promessa fatta al Grande Drago, usa una delle spade dei Cavalieri di Medhir che sono state forgiate nella magia, se filtrerà nella lama il suo potere, sarà sufficiente per spezzare la catena. Merlino ha intuito che il Grande Drago ha pessime intenzioni, ma è moralmente tenuto a mantenere la sua parte del patto, gli chiede però di non arrecare danno a Camelot. Il Grande Drago afferma tuttavia che tra loro due ci sono state già abbastanza promesse, non intende garantirgli nulla, infine Merlino si vede costretto a distruggere la catena con un fendere della spasa, il Grande Drago è ora libero.
- Guest star: Emilia Fox (Morgause).
- Altri interpreti: Jem Wall (Joseph), Rupert Young (Sir Leon).
- Ascolti UK: telespettatori 6 010 000[1]

## L'ultimo signore dei draghi
- Titolo originale: The Last Dragonlord
- Diretto da: Jeremy Webb
- Scritto da: Julian Jones

### Trama
Il Grande Drago semina distruzione e panico a Camelot, ha già fatto delle vittime, gli abitanti si rifugiano nel castello. Artù e i suoi cavalieri puntano le balestre caricate con frecce infuocate contro il Grande Drago ma è inutile, non gli fanno nulla. Il Grande Drago tenta di far del male a Ginevra, ma per proteggerla Artù viene ferito. Merlino scaglia una lancia contro il Grande Drago, animandola con la magia (la stessa che usò per uccidere il grifone e la Bestia Errante) ma contro il Grande Drago non ha alcun effetto. Gaius spiega a Merlino che i draghi non sono mostri, ma creature magiche, i poteri di Merlino non possono nulla contro di lui. Uther ignora che è stato Merlino a liberare il Grande Drago, il mago si sente in colpa, Gaius propone a Uther di chiedere aiuto a un Signore dei Draghi, il re di Camelot credeva che fossero tutti morti, ma Gaius ha saputo che forse uno di loro è ancora vivo, Balinor. Egli si nasconde nel regno di Cenred con il quale il trattato di pace è ormai invalidato, ai cavalieri di Camelot non è permesso mettere piede nel suo regno. Benché Uther lo vieti, Artù decide di addentrarsi nel regno di Cenred accompagnato da Merlino, solo Balinor può fermare il Grande Drago. Gaius spiega a Merlino che i Signori dei Draghi possono domare le creature dragoniche e comunicare con loro, Uther li fece uccidere considerando il loro dono una forma di magia, ma Gaius aiutò Balinor a fuggire (ecco perché sapeva che egli è ancora vivo). Gaius è sorpreso che Merlino non avesse mai sentito nominare Balinor, rivelandogli infatti che quest'ultimo è suo padre, infatti Gaius chiese a Hunith di nasconderlo a Ealdor, si sono innamorati e nacque Merlino. Quest'ultimo è sconvolto, adesso deve accompagnare Artù a cercare il proprio padre che non ha mai conosciuto, Gaius lo mette in guardia: nessuno deve sapere che Merlino è il figlio di Balinor. Raggiunto il regno di Cenred, i due ragazzi trovano alloggio in una locanda, Artù ha notato che Merlino è agitato (prova sentimenti conflittuali all'idea di incontrare suo padre) è evidente che Merlino è tentato di rivelare ad Artù di essere il figlio di Balinor, ma non ha il coraggio di farlo, purtroppo i due non riescono ancora a essere amici. Un ladro tenta di derubare Artù, quest'ultimo lo blocca e lo minaccia di morte, gli risparmierà la vita solo se gli darà informazioni su Balinor. In effetti sa dove si nasconde, in una grotta, quindi Artù si rimette in viaggio con Merlino, ma la ferità che il Grande Drago gli aveva inflitto si fa sentire, Artù perde i sensi, quindi Merlino, una volta trovata la grotta vede un uomo, capisce subito che è Balinor, il quale medica Artù.
Balinor non tarda a capire che Artù è il figlio di Uther, a quel punto Merlino gli chiede di aiutare Camelot e di fermare il Grande Drago, ma Balinor si rifiuta. Quest'ultimo gli spiega che il Grande Drago si chiama Kilgharrah, è l'ultimo della sua specie, Uther ingannò Balinor chiedendogli di aiutarlo a stabilire una tregua con Kilgharrah ma era solo una trappola per catturarlo. Belinor capisce la rabbia di Kilgharrah, inoltre ha perso tutto per colpa di Uther, infatti fu costretto a rinunciare a Hunith quando Uther mandò dei soldati a Ealdor per ucciderlo, costringendo Balinor alla fuga. Merlino tuttavia lo convince a cambiare idea, almeno per Gaius, dato che con lui ha un debito di riconoscenza. Merlino, Artù e Balinor si mettono in viaggio verso Camelot, e mentre si accampano per la notte, Merlino trova il coraggio di rivelargli che egli è suo figlio, nato dall'amore con Hunith. Balinor stenta a crederci, non sapeva che Hunith aspettasse un figlio da lui, Balinor spiega a Merlino che il potere dei Signori dei Draghi si tramanda di padre in figlio. I soldati di Cenred attaccano Artù, Merlino e Balinor che comunque riescono a difendersi uscendo vincitori dallo scontro. Tuttavia Balinor viene ucciso da un colpo di spada per difendere suo figlio, Merlino nell'impeto della rabbia uccide il soldato che ha assassinato Balinor, scagliandolo con violenza contro un albero per merito della magia. Purtroppo Artù e Merlino tornano a Camelot senza il Signore dei Draghi, ma Artù non intende arrendersi, vuole affrontare Kilgharrah ma questa volta in campo aperto, dovrà guidare un gruppo di dodici soldati a cavallo. Merlino si unisce a lui, Artù e i suoi uomini combattono contro Kilgharrah ma lui è troppo forte e li mette in fuga, rimangono solo Merlino e Artù. Quest'ultimo armato di lancia ferisce il drago il quale però lo colpisce facendogli perdere i sensi. Merlino sente la voce di Balinor che lo guida, e parlando con un idioma che placa la rabbia di Kilgharrah lo sottomette al proprio volere: adesso Merlino è l'ultimo Signore dei Draghi e ha imparato a usare questo potere. Merlino impugna una lancia e si appresta a uccidere Kilgharrah, quest'ultimo però gli chiede di risparmiarlo, andando oltre le sue colpe i draghi sono una razza nobile, se lui muore si estingueranno. Merlino gli ordina di andarsene promettendogli che lo ucciderà se minaccerà Camelot un'altra volta, Kilgharrah vola via, riconoscente a Merlino per la sua clemenza. Artù recupera i sensi e Merlino gli mente quando gli racconta che il drago è scappato a causa della ferita che Artù gli aveva inflitto che per Kilgharrah era stata mortale. Merlino e Artù tornano a Camelot vittoriosi, infine Gaius abbraccia Merlino.
- Guest star: John Lynch (Balinor).
- Altri interpreti: Rupert Young (Sir Leon), Jonathan Coyne (Asgerd), Alexander Delamere (Locandiere).
- Ascolti UK: telespettatori 6 640 000[1]